# 芸術研究科
芸術研究科（げいじゅつけんきゅうか）は、芸術に関するより高度な研究と教育を執り行う大学院研究科。芸術学研究科などの名称で設置されている大学院もある。

## 芸術研究科を置く大学
- 筑波大学
- 崇城大学
- 大阪芸術大学
- 倉敷芸術科学大学
- 文星芸術大学
- 九州産業大学 芸術研究科
- 嵯峨美術大学
- 京都精華大学(2000年より美術学部を芸術学部、美術研究科を芸術研究科に名称変更)
- 京都芸術大学

## 芸術研究科と類似する研究科名称
芸術学研究科
- 日本大学大学院 芸術学研究科
- 東海大学大学院 芸術学研究科
- 東京工芸大学大学院 芸術学研究科
- 広島市立大学大学院 芸術学研究科

芸術文化学研究科
- 沖縄県立芸術大学大学院 芸術文化学研究科

芸術情報研究科
- 尚美学園大学大学院 芸術情報研究科

造形芸術研究科
- 名古屋造形大学大学院 造形芸術研究科

### 芸術研究科と類似する外国大学の研究科名称
教学芸術研究科
- 明道大学大学院 教学芸術研究科